# La Colonie (Marivaux)
Pour les articles homonymes, voir La Colonie.
La Colonie est une comédie en prose d’un acte et 18 scènes, publiée par Marivaux en décembre 1750 dans le Mercure de France.
Lors de sa représentation au Théâtre-Italien de Paris le 18 juin 1729, La Nouvelle Colonie n’avait pas eu le moindre succès et on ne la joua qu’une fois. Marivaux la retira le lendemain et ne la fit pas imprimer, mais il la modifia, la réduisant à un acte. Il la fit jouer en société sous cette nouvelle forme et la publia sous cette dernière forme dans le Mercure de décembre 1750.
Plus qu’une pièce baroque, La Colonie, représentation sarcastique d’une île au milieu de « nulle part » où les femmes ont l’idée de prendre le pouvoir, est une véritable satire où l’auteur dénonce les institutions de la société de son époque. Derrière un semblant d’utopie, La Colonie, avec ses dialogues teintés d’une ironie mordante et acerbe, annonce, malgré une conclusion politiquement et sexuellement conforme aux idées de l'époque, les mouvements féministes qui agiteront la société deux siècles plus tard.

## Personnages
- Arthénice, femme noble.
- Madame Sorbin, femme d’artisan.
- Monsieur Sorbin, mari de Madame Sorbin
- Timagène, homme noble.
- Lina, fille de Madame Sorbin.
- Persinet, jeune homme du peuple, amant de Lina.
- Hermocrate, bourgeois philosophe.
- Groupe de femmes, tant nobles que du peuple.

## L’intrigue
Un groupe d’hommes et de femmes d’un pays vaincu ont été contraints de se réfugier sur une île. Placés devant l’obligation de se donner des institutions, on doit procéder à l’élection de deux nouveaux gouverneurs de l’île : le seigneur Timagène représentera la noblesse, l’artisan Sorbin le tiers état. Mais, refusant que ces derniers ne les admettent pas au gouvernement, les femmes, qui n’acceptent plus de vivre sous la dépendance des hommes, décident d’établir des lois et prennent les hommes de court en formant leur propre comité constitutionnel. Arthénice représentera la noblesse et Mme Sorbin le Tiers état. Voulant également abolir l’amour et le mariage, considéré comme une pure servitude, on ordonne à la fille de Mme Sorbin, Lina, de ne plus voir Persinet, qu’elle aime et qui l’aime. Invitée à faire une profession de foi contre l’amour, Lina ne pourra cependant s’y résoudre. De même, Madame Sorbin fera décréter, à la colère des autres femmes qui se rebiffent, que celles-ci doivent s’enlaidir. Lorsque Arthénice et Madame Sorbin intiment aux hommes l’ordre de leur donner, sous peine de séparation éternelle, accès à toutes les fonctions qu’ils exercent, ceux-ci délégueront leur pouvoir à Hermocrate. Ce dernier imagine un stratagème afin de mettre fin au coup d'Etat des femmes. Il commande aux hommes de venir le prévenir d'une attaque de sauvages alors qu'il parlerait à madame Sorbin et Arthénice. Les hommes feignant vouloir les envoyer au combat, le bataillon féminin perd contenance et Madame Sorbin dit à son mari : « Va te battre, je vais à notre ménage. ». Timagène promet aux femmes d’avoir soin de leurs droits dans les usages qui seront établis.

### Sources
- Jean Fleury, Marivaux et le marivaudage, Paris, Plon, 1881, p. 92-3.